# Ashlynn Brooke
Ashlynn Brooke (Choctaw, Oklahoma; 14 de agosto de 1985) es una ex actriz pornográfica y estríper estadounidense. Desde 2007 tuvo un contrato de exclusividad con New Sensations / Digital Sin. En 2009 debutó como directora con la película Ashlynn Brooke’s Lesbian Fantasies. En 2010 anunció su retiro de la industria del cine pornográfico.

## Biografía
Brooke nació en Choctaw, Oklahoma y se crio con sus abuelos debido a que sus padres se encontraban separados. Antes de entrar en la industria para adultos, Brooke trabajó en un concesionario de coches cerca de Oklahoma City, como administrativa en varios empleos y como bailarina hasta que alcanzó los 18 años. Se inició como modelo de glamour posando para las revistas Easyriders y Gallery, ingresando a la industria pornográfica en 2006.

## Carrera profesional
Su primer trabajo fue para el sitio web de Bang Bros, 'Big Mouthfuls', publicado después en el DVD Big Mouthfuls #12. Tiene contratos de exclusividad con las empresas, Digital Sin y New Sensations. Esta última lanzó su sitio web oficial en noviembre de 2007.
Brooke es conductora del programa Venus Wars en el canal canadiense Venus y tiene programado iniciar un show en Vavoom TV llamado Dare 2 Bare. También apareció en la película Piranha 3D.
En 2010 y con el nacimiento de su primer hijo, anunció su retiro como actriz. Publicó en su cuenta de Twitter y su Blog personal que se retiraba del negocio. Su sitio ya no es actualizado y espera abrir un nuevo sitio de contenidos no pornográfico. 
Con respecto a los motivos, escribió que no soportaba pensar en tener intimidad con hombres extraños, entre otras cosas.
Brooke añadió que se involucró como protagonista y productora de cine lésbico pero agregó que no es lesbiana y no funcionaba en ese tipo de producciones en ese tiempo.
Con respecto al nacimiento de su primer hijo mencionó: "Nada en la tierra pudo haberme hecho tan feliz en ese momento. Fue como que Dios simplemente se agachó, me tomó y me sacó de 'ese mundo' y me puso de nuevo en el mundo real, sabía que desde ese punto mi vida sería: pacífica, feliz y llena de amor otra vez".

## Premios
| Premiación           | Año  | Resultado | Premio                         | Trabajo                       |
| -------------------- | ---- | --------- | ------------------------------ | ----------------------------- |
| Adultcon             | 2007 | Nominada  | Top 20 de Actrices Adultas.    | Top 20 de Actrices Adultas.   |
| Premio F.A.M.E.      | 2008 | Nominada  | Pechos favoritos.              | Pechos favoritos.             |
| Premio VOD (AEBN)    | 2008 | Ganadora  | La Mejor Recién Llegada.       | La Mejor Recién Llegada.      |
| Premio AVN           | 2009 | Nominada  | Mejor Serie de Video Continua. | Ashlynn Goes to College.      |
| Premio AVN           | 2009 | Nominada  | Mejor DVD Interactivo          | My Plaything: Ashlynn Brooke. |
| Premio AVN           | 2009 | Nominada  | Mejor Serie Nueva.             | Ashlynn Goes to College.      |
| Premio Exotic Dancer | 2009 | Nominada  | Mejor Recién Llegada.          | Sherwin Escurel.              |